# Чура (Глазовський район)
Чу́ра (рос. Чура) — присілок в Глазовському районі Удмуртії, Росія.

## Населення
Населення — 421 особа (2010; 401 в 2002).
Національний склад станом на 2002 рік:
- удмурти — 72 %
- росіяни — 28 %

## Урбаноніми[3]
- вулиці — Берегова, Верхня, Клубна, Лісова, Лучна, Молодіжна, Нижня, Нова, Польова, Придорожня, Центральна